# Dominique Le Tourneau
 (août 2018).
Si vous disposez d'ouvrages ou d'articles de référence ou si vous connaissez des sites web de qualité traitant du thème abordé ici, merci de compléter l'article en donnant les références utiles à sa vérifiabilité et en les liant à la section « Notes et références ».
Dominique Le Tourneau, né le 1er mai 1942 à Paris, est un prêtre catholique, incardiné dans la prélature de l'Opus Dei. Il est également canoniste, écrivain, et poète.

## Biographie
Dominique Le Tourneau est le fils de Jean-Jacques Le Tourneau (1908-1999), ingénieur des mines, et de Geneviève Barbe (1908-2018), pianiste et organiste, qui sera à sa mort (à 110 ans) la doyenne de la ville de Paris.
Il fait des études en économie et en administration, obtenant un diplôme d'études supérieures (DES) en sciences économiques, et un diplôme de l''Institut d'Administration des Entreprises (IAE) de Paris Sorbonne. Il est aussi diplômé de l'Institut Supérieur d'Interprétariat et de Traduction (ISIT).
En 1966, il fait partie des membres-fondateurs de l'Union des étudiants pour le progrès, branche de l'Union des jeunes pour le progrès (UJP). Entré cette même année dans la prélature de l'Opus Dei, il y est ordonné prêtre le 4 août 1974.
Ayant poursuivi ses études en droit canonique, il obtient son doctorat à l'université de Navarre, où il est professeur visitant depuis 1986. Spécialiste en droit canonique, il est juge au tribunal ecclésiastique de Lille. Il est professeur au Studium de droit canonique de Lyon, où il enseigne Les droits et les devoirs fondamentaux des fidèles et des laïcs dans l'Église, La dimension juridique du sacré et Le droit des biens de l'Église.
Dominique Le Tourneau est l'un des fondateurs d'un institut voué au dialogue entre les Églises et la société civile, et il collabore avec l'association internationale pour l'étude du droit canonique. Il est également cofondateur de l'Association Écouter avec l'Église, qui a pour objet de faire connaître les enseignements du pape et des évêques. Il a écrit sur la papauté, l'Opus Dei, les prélatures personnelles, le corpus juridique catholique, la spiritualité et le vocabulaire religieux. Auteur de 35 ouvrages, il a traduit nombre d'ouvrages de droit canonique de l'espagnol et de l'italien, et collaboré à différents ouvrages collectifs de droit canonique, de spiritualité et d'histoire.
Il a publié, en 2015, avec Pascal-Raphaël Ambrogi, un Dictionnaire encyclopédique de Marie puis, en 2017, un Dictionnaire encyclopédique de Jeanne d'Arc. Il écrit régulièrement dans diverses revues de droit canonique et fait partie du comité scientifique de l'une d'entre elles, ainsi que dans des revues de sciences religieuses et de Droit. Il a ainsi publié plus de 200 articles de revues, de dictionnaires et d'encyclopédies, ainsi que plus de 450 recensions d'ouvrages. Il est membre titulaire de l'Académie delphinale, dont il occupe le fauteuil n° 50, succédant à Aimé Bocquet, membre correspondant de l'Académie des Sciences, Agriculue, Arts et Belles-Lettres d'Aix-en-Provence, et membre du Conseil des questions canoniques et juridiques de la Conférence des Évêques de France.
Il fait également partie de la l'Association Universelle des Amis de Jeanne d'Arc, de la Société des Gens de Lettre, de l'Association des Ecrivains catholiques, de la Societas Internationalis Iuris Canonici Promovendo. Il est, à Aix-en-Provence, aumônier du Centre Culturel Adrech, et appartient à l'Association des Amis de la Sainte Victoire.
Il est vice-postulateur de la cause de doctorat de saint Césaire d'Arles.

## Publications

### Ouvrages
- Le droit de l'Église, 1999
- L'Église et l'État en France, 2000
- Le droit canonique, 3e ed. 2002
- Abécédaire. Poèmes, 2003
- L'Opus Dei, 6e ed. 2004
- Jean-Paul II, 2004
- Les mots du christianisme : Catholicisme, protestantisme, orthodoxie, 2005
- Vivre la Passion avec ses acteurs, 2008
- Manuel de Droit canonique, 2010
- Poèmes mystiques, 2011
- Droits et devoirs fondamentaux des fidèles et des laïcs dans l'Église, 2011
- Pie XII et la Shoah. Le choix du silence ? 2011
- Savoir lire la Bible, 2011
- Prières du chrétien, 31e ed. 2011
- Marie, femme eucharistique, 2012
- Jean-Paul II, livre électronique, 2012 [2]
- Pie XII, livre électronique, 2012 [3]
- La dimension juridique du sacré, 2012
- L'Ordre du Saint-Sépulcre de Jérusalem, 2012
- Marie, "Étoile de la nouvelle évangélisation", livre électronique, 2013 [4]
- L’Opus Dei. Un chemin de sainteté, livre électronique, 2014  [5]
- Dictionnaire encyclopédique de Marie (avec P.-R. Ambrogi), 2015
- Les communautés hiérarchiques de l'Eglise catholique, 2016
- Vivre dans l'intimité de Jésus en incarnant l'Evangile, 2017
- Dictionnaire encyclopédique de Jeanne d'Arc (avec Pascal-Raphaël Ambrogi), 2017.
- Toponymes et vocables du Saint-Sépulcre. Notes pour une histoire des lieux dédiés au Saint-Sépulcre en France (avec Jean-Pierre de Gennes), 2018.
- Guide des sanctuaires mariaux en France, 2019.
- La politique concordataire du Saint-Siège, Paris, 2020.
- Tout sur saint Joseph, Paris-Perpignan, 2020, traduit en anglais (États-Unis), espagnol, portugais (Brésil), slovaque.
- Vade mecum de la vie consacrée, 3e éd. conforme à Cor orans et Ecclesiæ Sponsæ Imago, Flavigny-sur-Ozerain, 2020.
- Jeanne d'Arc et l'éveil du sentiment patriotique royal/national, Paris, 2020.
- Les plus belles prières à saint Joseph, Paris, 2021, traduit en slovaque.
- Mon Avent avec saint Joseph, Paris, 2021.
- Les blessures du Christ, lumières pour notre vie chrétienne, Paris, 2023.
- Panégyriques de Jeanne d’Arc. Tome II – Orléans, volume I – 1759-1868 ; volume 2 – 1869-1904 ; volume 3 – 1905-1939 et table alphabétique, textes réunis et annotés par Mgr Dominique Le Tourneau, Paris, Honoré Champion, 2024.
- Code de droit canonique bilingue et annoté, 5e édition, Montréal, Wilson & Lafleur inc., 2024, collaboration à la mise à jour.
- Pourquoi et comment prier la Vierge Marie, Flavigny-sur-Ozerain, Traditions monastiques, 2024.

### Articles
- « Quelques traits du caractère surnaturel de l’épopée de Jeanne d’Arc », Marie de Nazareth, (https://www.mariedenazareth.com/actualites/interessante-reaction-de-mgr-dominique-le-tourneau-au-debat-sur-jeanne-darc).
- « L’utilisation de sermons de Césaire d’Arles chez Bède le Vénérable – The Use of Sermons by Caesarius of Arles in Bede the Venerable », Césaire d’Arles et les cinq continents – Caesarius of Arles and the Five Continents, tome VI, 2025, p. 337-347.
- « Jeanne d’Arc et les ‘bons Français’ », Revue Jeanne d’Arc 14 (2024), p. 129-164.
- « La présence du Saint-Sépulcre en Dauphiné », Bulletin de l'Académie Delphinale, nouvelle série 5 (2024), p. 74-85.
- « Le statut de la femme dans les codifications de 1917 et de 1983 », Le temps de la femme, sous la direction d’Aude Suramy, Académie catholique de France, Parole et Silence, 2024 , p. 89-117.
- (avec Pierre Laffon de Mazières), « Le secret de la confession et le secret professionnel des prêtres dans les accords bilatéraux Saint-Siège-États », Ius Ecclesiae 36/1 (2024), p. 311-328.
- « Jeanne d’Arc, discours patriotique. texte du RP Louis-Albert Gaufre, OP. Présentation de Mgr Dominique Le Tourneau », Revue Jeanne d’Arc 13 (2023), p. 71-100.
- « Calixte III, le premier pape de Jeanne d’Arc », Revue Jeanne d’Arc 13 (2023), p. 123-151.
- « Jeanne d’Arc vue par le chanoine Ponsard », Revue Jeanne d’Arc 13 (2023), p. 173-195.
- « Une relique insigne méconnue de la Passion de notre Seigneur présente à Vienne. La Sainte Nappe sur laquelle le Christ aurait célébré l’Eucharistie le Jeudi Saint. Précédé de l’éloge de M. Aimé Bocquet », Bulletin de l’Académie Delphinale, nouvelle série, 3 (2022), p. 132-145.
- « Le canon 226 du CIC pourrait-il servir de fondement à la constitution d’un droit de la famille ? » Lex rationis ordinatio. Studi in onore di Patrick Valdrini a cura di Vincenzo Buonomo - Maria d’Arienzo - Olivier Échappé, prefazione Paul Cardinal Poupard, Cosenza, Luigi Pellegrini Editore, vol. II, p. 874-888.
- « Le canon 2 du concile de Vaison II (529) ou comment les prêtres ont été autorisés à prêcher », Sacrorum canonum scientia. Radici, tradizioni, prospettive. studi in onore del Cardinale Péter Erdö per il suo 70° compleanno, Budapest, 2022, p. 448-458.
- « Les droits fondamentaux du canon 213 CIC (c. 16 CCEO) à l’épreuve de la Covid-19 », Forum Canonicum 16 (2021), p. 9-36.
- « Jeanne d'Arc vue par des orateurs étrangers », Revue Jeanne d'Arc 12 (2022), p. 77-107.
- « Le statut de la femme dans les codifications de 1917 et de 1983 », Forum Canonicum 15 (2020), p. 39-56.
- « Origine apostolique du diocèse de Vienne. Une question débattue », La Lettre des Académies des Sciences, Lettres et Arts, n° 37, septembre 2021.
- « Jeanne d'Arc, la ‘bonne chrétienne’ », Jeanne d'Arc dans l’Oise, 2021, p. 102-115.
- « La dimension canonique de la figure de Docteur de l’Église. À propos d’un éventuel doctorat pour saint Césaire d’Arles », Prawo Kanoniszne 63 (2020), p. 165-198.
- « Jeanne d’Arc vue par ses panégyristes », Revue Jeanne d’Arc 11 (2021), p. 61-105.
- « Jeanne d’Arc et le Dauphiné », Bulletin de l’Académie Delphinale n° 1, novembre 2020, p. 22-38.
- « L’admirable et surprenant rayonnement du concile d’Agde (506) », Annuarium Historiae Conciliorum 48 (2018-2019), p. 367-408.
- « Etude thématique des dispositions canoniques prises par les conciles réunis sous l’influence de Césaire d’Arles, de 506 à 541, et de leurs prolongements », Studia Canonica 53 (2019), p. 481-560.
- « Regard sur le notions de miracle et d’exorcisme à l’époque de la Vita Caesarii », Césaire d’Arles et les cinq continents, Hérésies et miracles dans l’œuvre de Césaire d’Arles, tome 3, 2020, p. 133-141 et 149-158.
- « L’origine apostolique du diocèse de Vienne : une question débattue » sur http://dominique-le-tourneau.blogspot.com/
- « Sainte Geneviève et sainte Jeanne d’Arc : quand deux héroïnes nationales se rencontrent », Revue Jeanne d’Arc 10 (2020), p. 111-139.
- « L’influence du concile de Bâle sur la condamnation de Jeanne d’Arc », Revue Jeanne d’Arc 10 (2020), p. 71-109.
- « Apports de Césaire d’Arles à l’Église universelle. La formation du droit canonique sous l’impulsion de saint Césaire d’Arles et sa pérennisation ainsi que son universalisation », Cahiers Saint Césaire, t. I, 2020, p. 169-224.
- « Le canon 210 et le devoir fondamental de sainteté », Forum Canonicum 13 (2018), p. 51-75.
- « Saint Césaire d’Arles, un maître et un pasteur à revisiter », Bulletin de littérature ecclésiastique n° 482 (2020), p. 51-74.
- « L'influence de la législation canonique promue par saint Césaire d'Arles sur le droit de l'Eglise catholique », Césaire d'Arles, sous la dir. de Marie Chaieb, Paris, 2000, p. 21-50.
- « Jeanne d’Arc, mystique patriote et combattante », Revue Jeanne d’Arc 8 (2018), p. 35-70.
- « Les censeurs pour la publication d’ouvrages et le respect des droits fondamentaux des fidèles (c. 830 CIC) », Studia Canonica 52 (2018), p. 139-157.
- « Les droits des fidèles du canon 215 de fonder des associations et de se réunir. Le cas des associations privées », Jus Ecclesiæ 30 (2018), p. 543-569.
- « Un évêque à trois voix : l’archevêque de Chambéry ». Note canonique, Forum Canonicum 12 (2017), p. 43-60.

## Honneurs
- Chapelain de Sa Sainteté
- Chevalier de l'Ordre du Saint-Sépulcre de Jérusalem, 1985
- Croix de Mérite de l'Ordre du Saint-Sépulcre de Jérusalem, 1996
- Commandeur de l'Ordre du Saint-Sépulcre de Jérusalem, 1999
- Prix littéraire Saint Cyprien, 2019